# 8-й армейский корпус (вермахт)
8-й армейский корпус (нем. VIII. Armeekorps), сформирован 26 августа 1939 года (штаб корпуса был создан в 1935 году).
В январе 1943 года уничтожен в Сталинградском котле, официально расформирован 5 марта 1943 года.
Вновь создан 20 июля 1943 года.

## Боевой путь корпуса

### Первое формирование
В сентябре-октябре 1939 года — участие в Польской кампании.
В мае-июне 1940 года — участие в захвате Бельгии и Франции.
С 22 июня 1941 года — участие в германо-советской войне, в составе группы армий «Центр». Бои в Белоруссии, затем в районе Смоленска. В ноябре 1941 года переведен во Францию.
С апреля 1942 года — вновь на Восточном фронте, в составе группы армий «Юг». Бои в районе Харькова, затем на Сталинградском направлении, затем в Сталинградском котле.
По советским разведывательными данным в состав 8-го армейского корпуса входили 113-я пехотная дивизия вместе с 76-й пехотной дивизией .
Окруженная под Сталинградом 6-я немецкая армия и оперативно подчиненные ей соединения и части обороняли район протяженностью почти 60 км с востока на запад и 30–35 км с севера на юг общей площадью около 1400 кв. км. Район был разделен на пять оборонительных секторов. За северо-западный сектор обороны нес ответственность 8-й армейский корпус..
В январе 1943 года — уничтожен в Сталинграде.

### Второе формирование
С июля 1943 год — в составе группы армий «Север». Бои в районе Старой Руссы.
С апреля 1944 — в составе группы армий «Центр». Бои в районе Бреста, затем в районе Варшавы.
В 1945 — отступление от Варшавы в Силезию.

## Состав корпуса

### Первое формирование
В сентябре 1939:
- 5-я танковая дивизия
- 8-я пехотная дивизия
- 28-я пехотная дивизия

На 22 июня 1941 года:
- 8-я пехотная дивизия
- 28-я пехотная дивизия
- 161-я пехотная дивизия

В мае 1942:
- 62-я пехотная дивизия
- 454-я охранная дивизия
- 108-я венгерская лёгкая пехотная дивизия

11 июля 1942:
- VIII армейский корпус:
  - 175-е артиллерийское командование
  - 41-й артиллерийский полковой штаб
  - 2/53-й моторизованный артиллерийский полк (100 мм)
  - 16-й моторизованный наблюдательный батальон
  - 244-й дивизион штурмовых орудий
  - 245-й дивизион штурмовых орудий
  - 677-й сапёрный полковой штаб
  - 260-й сапёрный батальон (на конной тяге)
  - 14-я группа Имперской строительной службы
  - 20-я группа Имперской строительной службы
  - 8-я моторизованная мостовая колонна Б
  - 100-я моторизованная мостовая колонна Б
  - 2/53-й моторизованный артиллерийский полк (100 мм)
  - 521-й противотанковый дивизион (76.2-мм САУ)
  - 79-я пехотная дивизия
    - 1/,2/,3/208-й пехотный полк
    - 1/,2/,3/212-й пехотный полк
    - 1/,2/,3/226-й пехотный полк
    - 179-й противотанковый дивизион
    - 179-й велосипедный батальон
    - 1/,2/,3/,4/179-й артиллерийский полк
    - 179-й сапёрный батальон
    - 179-й батальон связи
    - Подразделения поддержки дивизии

  - 113-я пехотная дивизия
    - 1/,2/,3/260-й пехотный полк
    - 1/,2/,3/261-й пехотный полк
    - 1/,2/,3/268-й пехотный полк
    - 113-й противотанковый дивизион
    - 113-й велосипедный батальон
    - 1/,2/,3/,4/113-й артиллерийский полк
    - 113-й сапёрный батальон
    - 113-й батальон связи
    - Подразделения поддержки дивизии

  - 305-я пехотная дивизия
    - 1/,2/,3/576-й пехотный полк
    - 1/,2/,3/577-й пехотный полк
    - 1/,2/,3/578-й пехотный полк
    - 305-й быстрый батальон
    - 1/,2/,3/,4/305-й артиллерийский полк
    - 305-й сапёрный батальон
    - 305-й батальон связи
    - Подразделения поддержки дивизии

  - 376-я пехотная дивизия
    - 1/,2/,3/672-й пехотный полк
    - 1/,2/,3/673-й пехотный полк
    - 1/,2/,3/767-й пехотный полк
    - 376-й быстрый батальон
    - 1/,2/,3/,4/376-й артиллерийский полк
    - 376-й сапёрный батальон
    - 376-й батальон связи
    - Подразделения поддержки дивизии[3]

23 ноября 1942 года
- 76-я пехотная дивизия
- 113-я пехотная дивизия

### Второе формирование
В августе 1943:
- 32-я пехотная дивизия
- 5-я лёгкая пехотная дивизия
- 21-я полевая дивизия

## Командующие
- С 26 августа 1939 — генерал пехоты Эрнст Буш
- С 25 октября 1939 — генерал артиллерии Вальтер Гейтц (30 января 1943 произведён в генерал-полковники, 31 января взят в советский плен. Умер в плену 9 февраля 1944 года)

Второе формирование:
- С 20 июля 1943 — генерал пехоты Густав Хёне
- С 10 сентября 1944 — генерал артиллерии Вальтер Хартман
- С 19 марта 1945 — генерал пехоты Фридрих Визе
- С 20 апреля 1945 — генерал артиллерии Хорст фон Меллентин